# Martin Barstow
Martin Barstow é um astrônomo britânico. É professor de astrofísica e ciência espacial do Department of Physics and Astronomy da Universidade de Leicester e ex-Presidente da Royal Astronomical Society.

## References
1. ↑  «University of Leicester Professor elected President of the Royal Astronomical Society». University of Leicester. 17 de maio de 2013. Consultado em 4 de julho de 2017
2. ↑  Smith, Keith (10 de maio de 2013). «Election results: new President and Council». Royal Astronomical Society. Consultado em 4 de julho de 2017. Prof. Barstow will serve for one year as President Elect before succeeding the current President, Prof. David Southwood, in May 2014.